# Scabdates
Scabdates – album koncertowy zespołu The Mars Volta wydany w 2005 roku.

## Lista utworów

### Wersja pierwotna
1. "Abrasions Mount the Timpani" – 4:07
2. "Take the Veil Cerpin Taxt" – 13:23
  - "Gust of Mutts"
  - "And Ghosted Pouts"
3. "Caviglia" – 2:46
4. "Concertina" – 4:17
5. "Haruspex" – 5:24
6. "Cicatriz" – 42:57

### Wersja CD
1. "Abrasions Mount the Timpani" – 4:07
2. "Take the Veil Cerpin Taxt" – 5:57
3. "A. Gust of Mutts" – 2:34
4. "B. And Ghosted Pouts" – 4:52
5. "Caviglia" – 2:46
6. "Concertina" – 4:17
7. "Haruspex" – 5:24
8. "Cicatriz" – 8:16
9. "A. Part I" – 2:34
10. "B. Part II" – 7:39
11. "C. Part III" – 4:29
12. "D. Part IV" – 20:00